# Delphine Coutant
Pour les articles homonymes, voir Coutant.
Delphine Coutant est une auteure-compositrice-interprète et musicienne française, née le 22 janvier 1976 à Saint-Nazaire.

## Parcours
Violoniste de formation, elle écrit et compose ses premières chansons en 2001.
En 2002 sort son premier album Alouette, qui lui vaut en 2003 une sélection aux Découvertes du Printemps de Bourges et aux Découvertes du festival "Alors chante!" à Montauban.
Son deuxième album, Comme le café empêche de s'étendre, sort en 2005.
En 2007, elle monte, avec le chanteur Hugues Pluviôse avec lequel elle collabore depuis 2002, la compagnie "Comme le café", structure de production et diffusion de leurs spectacles.
En 2009, elle réalise un troisième opus très personnel, La marée , dont elle assure seule les arrangements et joue la plupart des instruments (guitares, piano, batterie, violon et divers objets "sonnants",...). Elle en assure elle-même l'enregistrement et le mixage.
Elle crée pour l'occasion son label discographique: "La Cueilleuse".
Son album Parades Nuptiales, sorti en 2012, est  dans le TOP 15 des meilleurs albums de l'année 2012 pour le journal La Croix
.
La nuit philharmonique, cinquième album de Delphine Coutant réalisé par Matthieu Ballet  (Miossec, Thomas Fersen, Alain Bashung...), vient confirmer une inspiration liée à la nature (l'eau, les sables, la plaine) et un goût pour le mystère et l'étrangeté, servis par des orchestrations de cordes et de cuivres.
En parallèle de son activité d'auteure compositrice interprète, elle s'investit dans de multiples collaborations, alliant musique et théâtre: on la retrouve ainsi dans Antigone mis en scène par Jean-Luc Annaix du Théâtre Nuit en 2000, Ils m’appellent tous Calamity Jane créé avec Isabelle Grimbert  en 2003, les spectacles de Monique Hervouët de la compagnie Banquet d’avril : Les Noëllet  (2010), Les Variations Blanquette (2011), Patati patatas (2012)... En 2013, elle s'associe à l'auteure interprète Ana Igluka pour créer Autour de Beauvoir / Entre nos mains, galerie de portraits de femmes d'hier et d'aujourd'hui, connues ou inconnues.

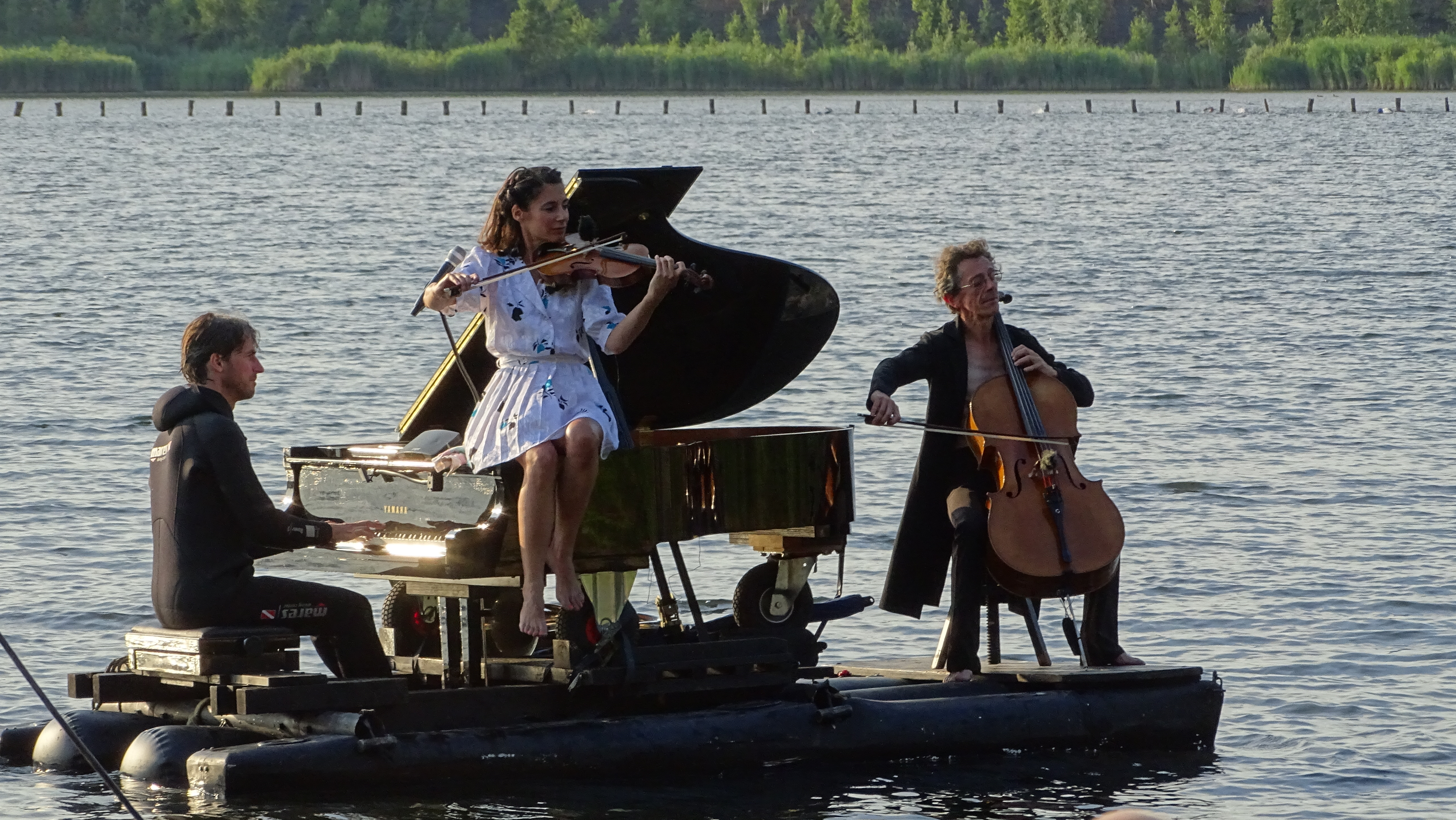
Delphine Coutant en concert sur la base naturelle du terril des Argales de Rieulay avec la compagnie " le PianO du Lac" les 12 et juillet 2018.

Elle a également une approche de la création empreinte d’un lien fort avec la nature, influencée par son activité de paludière dans les marais salants de Guérande. Depuis 2009, elle se produit dans des arbres remarquables avec les artistes et les élagueurs de l'association Ozarbres, pour jouer, Le Concerto Perché, spectacle musical en suspension dans un arbre. En 2015, elle rejoint la compagnie La Volière aux pianos pour une traversée des Alpes en concerts flottants : Le piano du lac, cette tournée s'est prolongée en 2016 dans toute la France sur les lacs, les rivières et les mers.

## Discographie
- 2002 : Alouette
- 2005 : Comme le café empêche de s'étendre
- 2009 : La Marée
- 2012 : Parades Nuptiales
- 2016 : La nuit philharmonique
- 2022 : 2 Systèmes Solaires